# Pídbuzh
Pídbuzh (ucraniano: Пі́дбуж; polaco: Podbuż) es un asentamiento de tipo urbano de Ucrania perteneciente al municipio de Sjídnytsia en el raión de Drohóbych de la óblast de Leópolis.
En 2017, la localidad tenía 3327 habitantes.
Se conoce la existencia de la localidad desde 1400, aunque durante siglos fue un pueblo de pequeño tamaño. Sus principales monumentos son las iglesias de los siglos XVIII-XIX. Adoptó estatus urbano en 1957. Hasta la reforma territorial de 2020 tenía su propio ayuntamiento, en cuyo territorio se incluía como pedanía el pueblo de Storona.
Se ubica unos 15 km al oeste de la capital distrital Drohóbych.